# Władysław Tołłoczko
Władysław Tołłoczko (ur. 1871 lub 1872, zm. ?) – polski działacz społeczny na Łotwie, radny Lipawy, przewodniczący Polsko-Katolickiego Towarzystwa Dobroczynności. 

## Historia
Z zawodu był kolejarzem. Stał na czele Polsko-Katolickiego Towarzystwa Dobroczynności w Lipawie, był również wiceprezesem towarzystwa "Ognisko". Z listy polskiej wybrano go w niepodległej Łotwie radnym Lipawy. W 1925 kandydował do Sejmu z listy Centralnego Komitetu Wyborczego Związku Polaków w Łotwie. 